# Ratones Coloraos
Ratones Coloraos („Farbige Mäuse“) war eine spanische Late-Night- und TV-Talkshow, die von 2002 bis 2010 gesendet wurde. Die Fernsehsendung wurde in zwei Zeitspannen von 2002 bis 2005 und von 2007 bis 2010 gesendet. Sie wurde von Jesús Quintero (1940–2022) moderiert und von Javier Salvago geschrieben. Ratones Coloraos wurde in Spanien als die erste spanische Late-Night mit Politikern und zahlreichen Prominenten aus der ganzen Welt bekannt. Die Show wurde auf Canal Sur, Telemadrid, ETB2, 7RM, RTPA und TVE Internacional ausgestrahlt.

## Besetzung
- Jesús Quintero in 13 Episoden
- El Pozí in 9 Episoden
- El Risitas in 9 Episoden

## Erste Staffel: 2002–2005
2002 machte Quintero mit dem Fernsehprogramm den Sprung in das erste andalusische Programm, nachdem er vier Jahre in South Channel 2 mit dem Vagabunden verbracht hatte.